# Matthias Körner (Leichtathlet)
Matthias Körner (* 26. November 1968) ist ein deutscher Marathonläufer.

## Sportliche Erfolge
Viermal (1991, 1992, 1995 und 1997) entschied er das Rennen Rund um den Baldeneysee für sich und ist damit der Rekordsieger dieses Laufs. 1993 wurde er ebendort mit seiner persönlichen Bestzeit von 2:17:39 h Zweiter und siegte beim Leipzig-Marathon.
2000 wurde er als Gesamtsieger des Rhein-Ruhr-Marathons Deutscher Meister im Marathon. Im Jahr darauf wurde er Fünfter bei den Deutschen Meisterschaften im Halbmarathon, Zweiter beim Leipzig-Marathon und wurde bei der im Rahmen des Frankfurt-Marathons ausgetragenen Deutschen Marathon-Meisterschaften Dritter, wobei er in der Gesamtwertung Platz 13 belegte.
2004 siegte er beim GutsMuths-Rennsteiglauf auf der Supermarathon- und 2006 auf der Marathonstrecke. Als Gesamtsieger des München-Marathons errang er ebenfalls 2006 seinen zweiten nationalen Titel über diese Distanz. 2010 gewann er den Halbmarathonbewerb des Freiburg-Marathons. In der M45 gewann er 2013 die DM im Marathon in München, 2014 war er bei der Halbmarathon-DM in Freiburg siegreich. 

## Werdegang
Matthias Körner startete bis 2015 für den SC DHfK Leipzig und ist seit 2016 als Trainer und Athlet beim TV Grenzach weiterhin aktiv. Er ist promovierter Chemiker.

## Persönliche Bestzeiten
- 10.000 m: 29:39,07 min, 24. April 1993, Köln
- Halbmarathon: 1:05:13 h 24. März 2001, Arnstadt
- Marathon: 2:17:39 h, 24. Oktober 1993, Essen